# Noam Chomsky
Avram Noam Chomsky (Filadelfia, Pensilvania, 7 de diciembre de 1928) es un lingüista, filósofo, politólogo, intelectual y activista estadounidense de origen judío. Profesor emérito de lingüística en el Instituto Tecnológico de Massachusetts (MIT), es una de las figuras más destacadas de la lingüística del siglo XX, gracias a sus trabajos en teoría lingüística y ciencia cognitiva. También es reconocido por su activismo político, caracterizado por una fuerte crítica del capitalismo contemporáneo y de la política exterior de los Estados Unidos. Se le considera de pensamiento socialista libertario. El New York Times lo ha señalado como «el más importante de los intelectuales contemporáneos».
Propuso la gramática generativa, disciplina que situó la sintaxis en el centro de la investigación lingüística. Con este paradigma, cambiaron la perspectiva, los programas y métodos de investigación en el estudio del lenguaje. Su lingüística es una teoría de la adquisición individual del lenguaje e intenta explicar las estructuras y principios más profundos del mismo. Postuló un aspecto bien definido de innatismo en la adquisición del lenguaje y la autonomía de la gramática (sobre los otros sistemas cognitivos), así como la existencia de un «órgano del lenguaje» y de una gramática universal. Se opuso con dureza al empirismo filosófico y científico y al funcionalismo, en favor del racionalismo cartesiano. Todas estas ideas chocaban frontalmente con las tradicionales de las ciencias humanas, lo que concitó múltiples adhesiones, críticas y polémicas que han acabado convirtiéndolo en uno de los autores más citados. Sus 3 874 citas en el «Arts and Humanities Citation Index» entre 1980 y 1992 le convierten en la persona viva más citada en ese período y la octava más citada de toda la historia, justo por detrás de Sigmund Freud y por delante del filósofo Georg Hegel.
Destaca su contribución al establecimiento de las ciencias cognitivas a partir de su crítica del conductismo de Burrhus Frederic Skinner y de las gramáticas de estados finitos, poniendo en tela de juicio el método basado en el comportamiento del estudio de la mente y el lenguaje que dominaba en los años cincuenta. Su enfoque naturalista en el estudio del lenguaje ha influido en la filosofía del lenguaje y de la mente (ver a Gilbert Harman y a Jerry Fodor). Es el descubridor de la jerarquía de Chomsky, una clasificación de lenguajes formales de gran importancia en teoría de la computación.
También es conocido por su activismo político y por sus críticas a la política exterior de Estados Unidos y de otros países, como Israel. Chomsky, que desvincula completamente su actividad científica de su activismo político, se describe a sí mismo como simpatizante del anarcosindicalismo (es miembro del sindicato IWW). Chomsky es considerado una figura influyente en su país de origen y en el mundo.

## Biografía
Noam Chomsky nació el 7 de diciembre de 1928 en Filadelfia (Pensilvania), hijo del doctor William (Zev) Chomsky (estudioso de la lengua hebrea y uno de sus más distinguidos gramáticos) y de Elsie Chomsky, de soltera Simonofsky, maestra de hebreo.  Eran inmigrantes judíos de Rusia y Ucrania. Desde 1945, cuando tenía dieciséis años, Noam Chomsky estudió en la Universidad de Pensilvania, asistiendo a clases de Filosofía, Lingüística y Matemática. Allí estuvo bajo la tutela del profesor Zellig Harris (inmigrante judeo-ruso, fundador del primer departamento especializado en lingüística en los EE. UU.). Zellig Harris y Elsie Chomsky influyeron más que Zev Chomsky en la formación de su ideología política. También por influencia de Zellig Harris, Noam Chomsky comenzó a tomar clases de Matemáticas y Filosofía. 
Harris y Chomsky se hicieron amigos. En 1949 Chomsky recibió un bachelor's degree (título de grado) en Lingüística.
En 1949 Chomsky se casó con Carol Schatz, también lingüista, y la pareja tendrá tres hijos.
En 1951 completó su tesis de máster. Uno de sus maestros fue el filósofo Nelson Goodman, quien lo presentó en la Harvard Society of Fellows.[cita requerida] Entre 1951 y 1955, Noam Chomsky fue junior fellow en la Universidad de Harvard. Recibió su doctorado en 1955 (su tesis tenía casi mil páginas), después de llevar a cabo la mayor parte de sus investigaciones en la Universidad de Harvard durante los cuatro años anteriores.

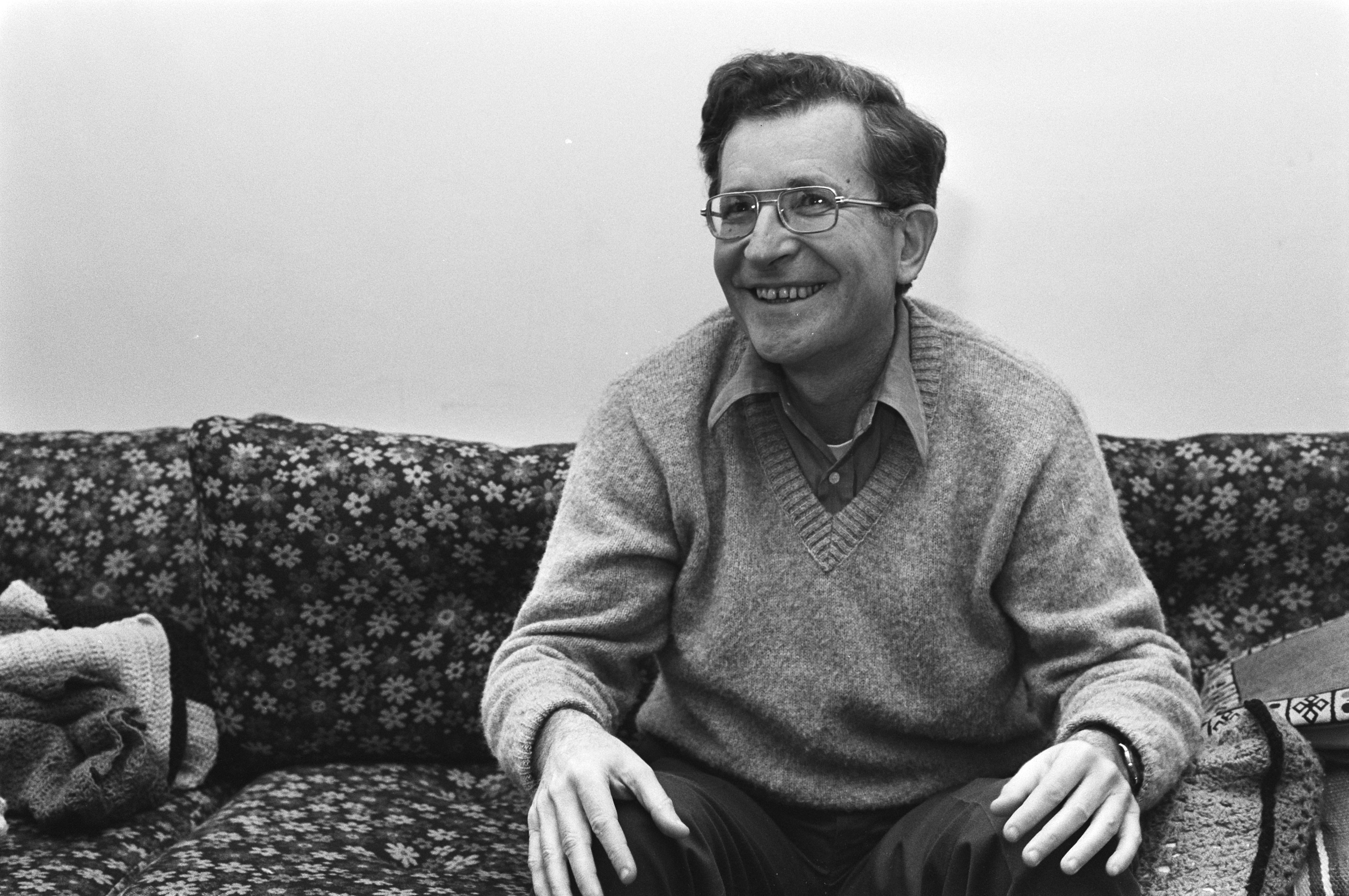
Noam Chomsky en 1977

En su tesis doctoral comenzó a desarrollar algunas de sus ideas en lingüística, elaborándolas luego en su libro Estructuras sintácticas, posiblemente su trabajo más conocido en este campo. Sus planteamientos lingüísticos han revolucionado muchos puntos clave del estudio del lenguaje humano, que se han plasmado en la teoría de la Gramática generativa transformacional.
En 1957 Chomsky publicó Syntactic Structures, donde argumentó que los humanos nacen con la capacidad de entender las gramáticas generativas en las que se basan las lenguas. Consolidó su teoría lingüística con las dos publicaciones Aspects of the Theory of Syntax de 1965 y The Logical Structure of Linguistic Theory de 1975.
Es profesor del Instituto de Tecnología de Massachusetts (MIT) desde 1961, donde ocupó la cátedra Ferrari P. Ward de Lenguas Modernas y Lingüística de 1966 a 1976. En 1976 fue nombrado Institute Professor en el Instituto de Tecnología de Massachusetts. Se jubiló en 2002, pero continuó trabajando para el MIT como profesor emérito.
En 1962 empezó a comprometerse en las protestas contra la implicación de los EE. UU. en la guerra de Vietnam y decidió convertirse en activista político. Publicó ensayos y libros y dio conferencias, criticando la política exterior estadounidense. «Siguió siendo políticamente activo [después de las protestas contra la guerra de Vietnam] y, entre otras muchas causas, fue un firme crítico de las intervenciones estadounidenses en América Latina durante la década de 1980, de la reacción a los atentados de septiembre de 2001 y de la invasión de Irak. Chomsky se ha opuesto, desde su temprana juventud, al modelo económico capitalista y apoyó el movimiento Occupy de principios de la década de 2010. También ha sido un defensor inquebrantable de la libertad intelectual y la libertad de expresión, una postura que a veces le ha enfrentado a otros intelectuales de izquierdas y le ha motivado a defender los derechos de otros que tienen puntos de vista muy diferentes a los suyos».
Recibió el Premio Kyoto de Ciencias Básicas en 1988.
En 1998 recibió el doctorado honoris causa (lingüística) de la Universidad Rovira i Virgili. Recibió esta misma distinción por parte de la Universidad Nacional de Colombia en 2002, de la Universidad de Chile y de la Universidad de la Frontera en 2006 y de la Universidad Nacional Autónoma de México en 2010. En abril de 2019 es reconocido con el  Premio Fronteras del Conocimiento en la categoría de Humanidades y Ciencias Sociales. El jurado recogió en el acta que Chomsky ha situado la investigación de la mente humana y sus productos «en una nueva y fructífera vía que abarca la lingüística teórica, la psicolingüística, las ciencias cognitivas, las filosofías del lenguaje y de la mente y la psicología cognitiva».
Su cónyuge fue Carol Schatz, quien murió el 20 de diciembre de 2008. Tiene dos hijas y un hijo.

## Contribuciones a la lingüística
En 1957, con solo veintinueve años, Chomsky revolucionó el campo de la lingüística teórica con la publicación de la obra Estructuras sintácticas, basada en su tesis doctoral ―Estructura lógica de la teoría lingüística―, que no se publicaría hasta 1975. Su efecto sobre las teorías lingüísticas y psicológicas entonces en boga fue demoledor, ya que atacaba los presupuestos centrales tanto del estructuralismo como de la psicología conductista. Hasta entonces, se creía que la adquisición del lenguaje, como cualquier otra destreza humana, se producía por medio del aprendizaje y de la asociación. Sin embargo, Chomsky postulaba la existencia de un dispositivo cerebral innato (el «órgano del lenguaje»), que permite aprender y utilizar el lenguaje de forma casi instintiva. Comprobó además que los principios generales abstractos de la gramática son universales en la especie humana y postuló la existencia de una gramática universal.
La Gramática Universal de Chomsky asegura que el fundamento común de las lenguas humanas es su recursividad, un proceso, habitualmente asociado a la subordinación, que posibilita a un hablante a introducir oraciones en otras oraciones sin límite. Este principio sería el que permitiría a los seres humanos establecer una comunicación rica y compleja para distanciarse, por ejemplo, de los animales. Sin embargo, la teoría de la recursividad de Chomsky se puso en entredicho en el momento en el que el profesor Daniel Everett, después de convivir con la tribu indígena de los pirahã, descubrió presuntamente un idioma nuevo que contradice dicha teoría: el idioma pirahã. Este nuevo idioma, que carecería de numeración, tiempos verbales y colores, se caracterizaría por su simplicidad aunque, a pesar de que tendría una percepción simple y reducida del mundo, cumpliría con las necesidades comunicativas de la tribu. Este descubrimiento es muy controvertido, ya que el propio Everett es la única persona fuera de la tribu capaz de entenderlo.
Chomsky denominó gramática generativa al conjunto de reglas innatas que permite traducir combinaciones de ideas a combinaciones de un código. Fundamentó la hipótesis, ya existente, de que la gramática es un sistema combinatorio discreto que permite construir infinitas frases a partir de un número finito de elementos mediante reglas diversas que pueden formalizarse. La nueva teoría consideraba que las expresiones (secuencias de palabras) tienen una sintaxis que puede caracterizarse (globalmente) por una gramática formal; en particular, una gramática extendida por normas de transformación. A los niños se les supone un conocimiento innato de la gramática elemental común a todas las lenguas humanas (lo que supone que toda lengua existente es una clase de restricción). Se sostiene que la modelización del conocimiento de la lengua a través de una gramática formal explica la «productividad» de la lengua: con un juego reducido de reglas gramaticales y un conjunto finito de términos, los humanos pueden producir un número infinito de frases, incluidas frases que nadie haya dicho anteriormente.
The Principles and Parameters approach (P&P) (Aproximación por principios y parámetros), desarrollada en las Conferencias de Pisa (1979) y publicada más tarde bajo el título Lectures on Government and Binding (LGB), retoma mucho de la gramática universal: los principios gramaticales en los que se basan las lenguas son innatos y fijos; las diferencias entre las distintas lenguas en el mundo se pueden caracterizar en términos de parámetros programados en el cerebro (como el parámetro de elisión, pro drop param, que indica cuándo un tema explícito es siempre requerido, como en inglés, o si este puede elidirse, como en español) a menudo comparados a interruptores (de ahí el término de principios y parámetros utilizado para calificar este enfoque). Según esta teoría, un niño que aprende una lengua solo necesita adquirir los elementos léxicos básicos (palabras, morfemas gramaticales y refranes) y fijar los valores convenientes en los parámetros, lo que puede efectuarse sobre algunos ejemplos clave.
Los partidarios de esta concepción ponen como ejemplo que la velocidad con la cual los niños aprenden lenguas es inexplicablemente rápida, algo no posible a menos que tengan una capacidad innata para aprenderlas. La similitud de las etapas que siguen todos los niños alrededor del mundo cuando aprenden una lengua, y el hecho de que cometan errores característicos cuando adquieren su primera lengua, mientras que otros tipos de error al parecer lógicos no se producen nunca (y, según Chomsky, estos deberían darse si el mecanismo de aprendizaje utilizado fuese general más que específico de una lengua), se postulan también como un argumento a favor de dicho innatismo.
Más recientemente, en su Programa minimalista (1995), conservando al mismo tiempo el concepto central de «principios y parámetros», Chomsky intenta una revisión importante de las máquinas lingüísticas implicadas en el modelo de LGB, despojándolos de todo excepto de los elementos estrictamente necesarios. Al mismo tiempo, preconiza un enfoque general de la arquitectura de la facultad de la lengua humana, destaca los principios de la economía y la concepción óptima y retorna al enfoque derivacional de la generación, en oposición con la mayor parte del enfoque representativo clásico del P&P.
Chomsky caracterizó la tarea del lingüista mucho mejor que ninguno de sus predecesores y fijó con todo rigor el campo para el estudio científico del lenguaje. Su objetivo nunca fue establecer una teoría especulativa más sobre el lenguaje, sino una explicación rigurosa de su complejidad. La intención era, por tanto, pasar de una preciencia meramente descriptiva a una ciencia con poder explicativo y predictivo falsable y con construcciones abstractas que permitiesen un riguroso sistema axiomático. Nada ha sido igual desde entonces en el campo del estudio del lenguaje y, por extensión, de la mente humana. La gramática generativa de Chomsky fue la primera evidencia sólida de que la inteligencia humana está basada en dispositivos cerebrales especializados e innatos y eso ha permitido agrupar las ciencias cognitivas. También provocó una enorme escisión epistemológica, que todavía se mantiene, frente a quienes rechazan la concepción modular e innata de la mente y siguen siendo partidarios de un modelo de cerebro como tabla rasa, como, por ejemplo, los psicólogos que trabajan con procesos de emergencia o las teorías conexionistas, que consideran la lengua como un caso particular de los procesos generales del cerebro.

### Teoría de principios y parámetros
Chomsky se ocupa de las lenguas naturales partiendo de una gramática universal propia de todos los seres humanos, de raíz biológica, de la cual derivan las distintas lenguas de las diversas culturas que han existido en la historia y que existen aún.
La diferencia entre la gramática universal (GU) y las distintas gramáticas particulares (GGPP) radica en que la primera se relaciona con la disposición de un conjunto de principios ―como el «principio de proyección», el «principio de dependencia de la estructura», el «principio de ligamiento», la «teoría del caso», el «criterio temático» y algunos otros―, mientras que las GGPP se vinculan a las múltiples variaciones que pueden hacer las lenguas de los parámetros de esos principios. Un ejemplo de esta variación se da en el «parámetro de los sujetos nulos», que en español se puede presentar mientras que en inglés no, como muestra el siguiente ejemplo:
- En español: «caminó mucho y está muy cansado». En esta oración el sujeto aparece implícito o es de sujeto nulo.
- En inglés: «he walked a lot and he is very tired». El sujeto nulo no se permite en inglés y es necesario que el sujeto («he») aparezca explicitado dos veces en la oración.

Así, las GGPP no son más que combinaciones de elementos finitos que pueden dar lugar a múltiples lenguas e idiomas que en esta teoría son llamadas lengua-I.
El sistema encargado de articular estos principios y variar los parámetros es el cerebro humano con su capacidad de sintaxis, que en su sentido amplio adquiere la forma de un sistema computacional que opera en módulos. Los módulos responden a una estructura matriz compuesta por tres componentes, dentro de los cuales actúan los principios y parámetros definidos como una serie de teorías de lenguaje, conectadas con cuatro módulos centrales: la estructura-P, la estructura-S, la forma fonológica (FF) y la forma lógica (FL). La estructura-P conecta las oraciones con principios, mientras que la estructura-S apela a la transformación o variabilidad que pueden presentar dichas conexiones; además, la FF se vincula con la entonación y sonido de las expresiones lingüísticas o fonología y la FL se encarga de la semántica de estas expresiones en relación con su interpretación de sentido y significado.
En la estructura-P se encuentran las primeras relaciones entre léxico y sintaxis, como las relaciones sintagmáticas que establecen qué es sintagma verbal, sintagma nominal, sintagma adjetival o sintagma preposicional, entre otras relaciones categoriales.
La estructura-S señala acciones transformacionales o de parámetro, no solamente de principio como en la estructura-P. Un ejemplo es la operación muévase α, en la que un elemento se mueve en la oración a otra posición. La estructura-S también sirve como conector entre dos módulos que no se relacionan directamente. El primero es la forma fonológica (FF), que se encarga de articular sonidos con formas léxicas a partir de fonemas definidos, como también de establecer las entonaciones de una pregunta o una afirmación, una suposición entre otras acciones ligadas a lo mismo.
Por último, la forma lógica, quizás la más compleja de todas, conecta con el ejercicio semántico de interpretación y significado en el sentido de un oración en la cual se encuentran a nivel léxico las redes temáticas y las selecciones S, como modos de organizar la oración según papeles temáticos (tales como agente, tema, experimentante o benefactivo) y categorías gramaticales (tales como animado o humano), respectivamente, para luego dibujar la estructura morfológica de la oración a nivel sintáctico.
Estos cuatro módulos entregan una salida (output) que sirve como entrada (input) del siguiente módulo hasta entregar una realización lingüística u oración en un acto comunicativo.

## Activismo político y posicionamientos
Noam Chomsky se interesó por la política a muy temprana edad, estimulado por las lecturas en las librerías de los anarquistas españoles exiliados en Nueva York. A los once años publicó su primer artículo sobre la caída de Barcelona y la expansión del fascismo en Europa.

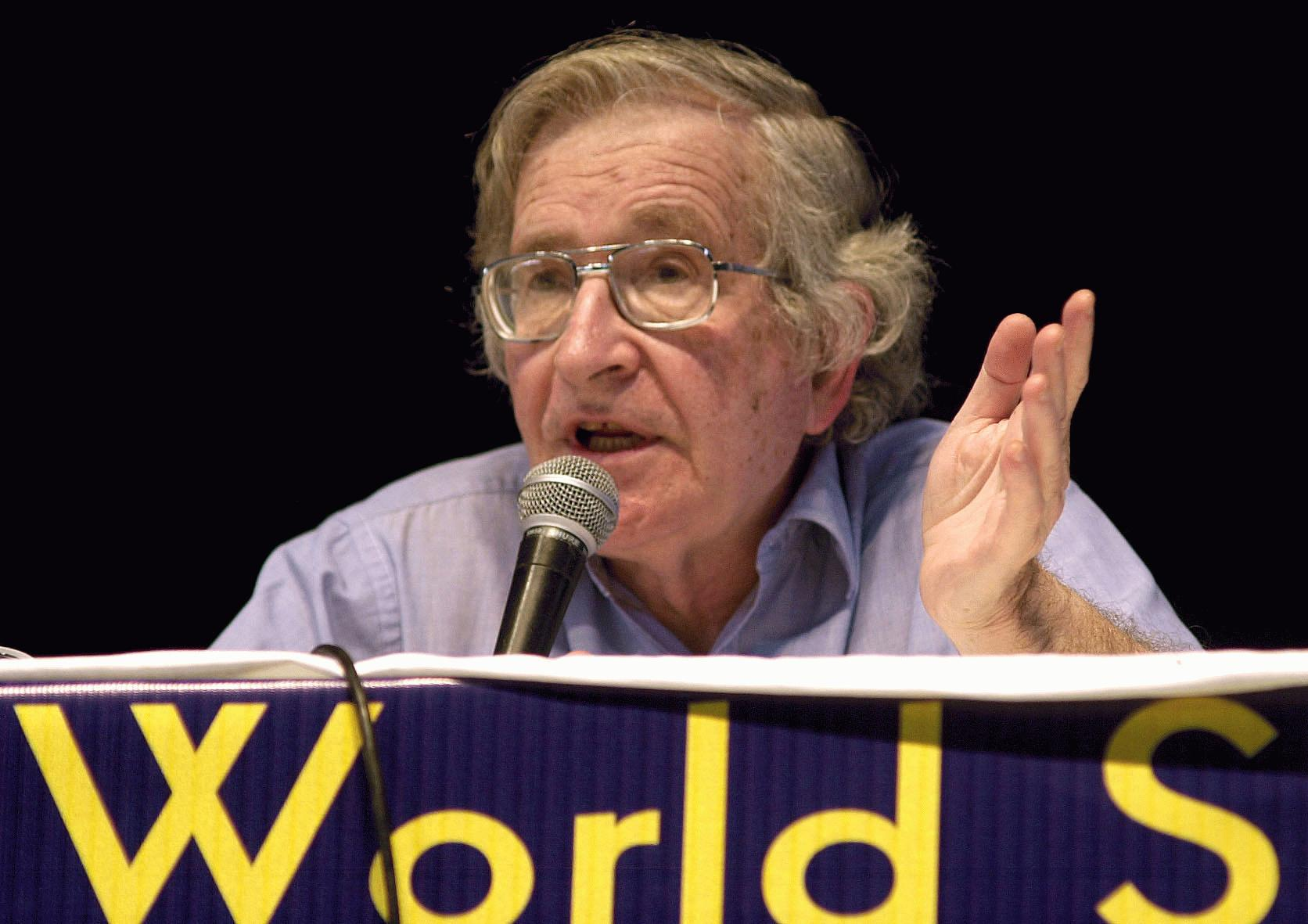
Noam Chomsky en el Foro Social Mundial de 2003

Su activismo político arranca de la movilización popular contra la guerra del Vietnam. La participación de Chomsky en esta movilización fue particularmente sorprendente si se considera que su propia universidad, MIT, estaba investigando helicópteros, bombas inteligentes y técnicas de contrainsurgencia para la guerra en Vietnam. Y, como dice Chomsky, «se desarrolló una buena cantidad de tecnología de orientación de misiles [nucleares] en el campus del MIT». Como Chomsky también dice, «aproximadamente el 90 % [del MIT] estaba financiado por el Pentágono en ese momento. Y yo personalmente estaba justo en el medio de eso. Estaba en un laboratorio militar». La oposición de Chomsky a la guerra de Vietnam lo llevó a analizar el papel del mundo académico en la implicación de Estados Unidos en esta guerra. Fruto de este esfuerzo fueron varios artículos compilados en el libro American Power and the New Mandarins (El poder estadounidense y los nuevos mandarines) de 1969, de entre los cuales destaca La responsabilidad de los intelectuales (publicado inicialmente en febrero de 1967 en The New York Review of Books). Desde entonces, ha sido muy conocido por sus ideas políticas de izquierda, que se centran en la lucha por superar el déficit democrático existente de Estados Unidos —es decir, la gran distancia entre las decisiones políticas y la opinión pública—, y en denunciar las ambiciones imperiales del gobierno de este país en el mundo. En general, se le considera un crítico del capitalismo y también ha hablado en contra del darwinismo social de Herbert Spencer.

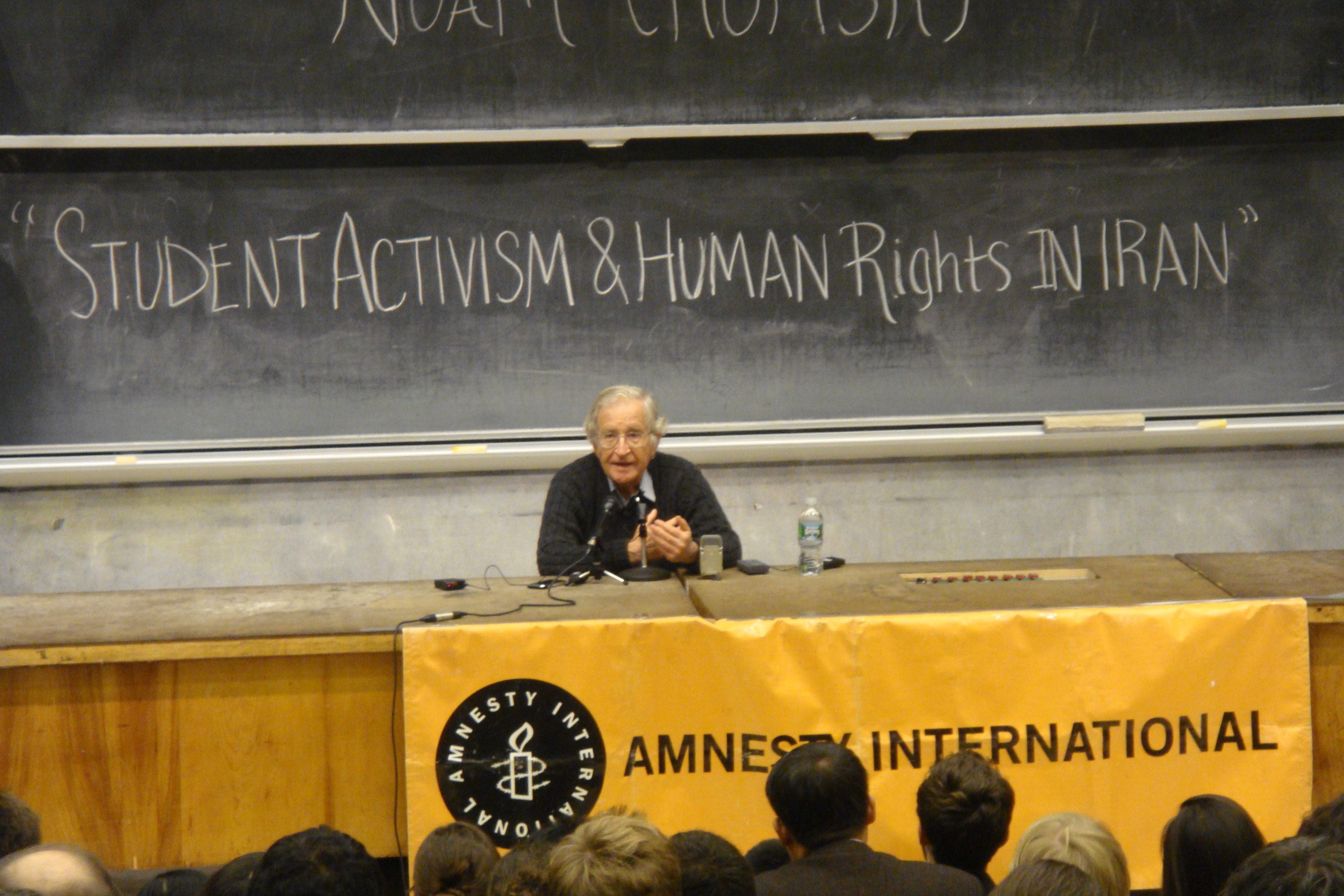
Conferencia de Chomsky

Se define a sí mismo como partidario de la tradición anarquista, especialmente de la corriente de orientación laboral del anarquismo, el anarcosindicalismo, y es miembro del célebre sindicato revolucionario estadounidense IWW, al que también perteneció su padre. Pese a ello, no se opone totalmente a la política electoral, al menos en el ámbito de la estrategia: su postura en las elecciones de Estados Unidos es que los ciudadanos deberían votar por los demócratas locales si con ello se consigue sacar del poder a los republicanos, mientras que en las situaciones donde las victorias republicana o demócrata están claras ha pedido el voto para candidaturas más a la izquierda, como las del Partido Verde. Es uno de los más importantes colaboradores del grupo mediático independiente Z Communications. Esta actuación se inscribe claramente dentro de la tradicional táctica anarcosindicalista de impulsar movilizaciones populares que coaccionen la acción de los poderes públicos y fácticos hasta conseguir cambios concretos y reales (véase el prefacio de Chomsky al libro de Rudolf Rocker, Anarcho-Syndicalism: Theory and Practice, 1989).
Desde un punto de vista más personal y filosófico, también se considera un conservador de la variante liberal clásica (Chomsky's Politics, pp. 188) y se ha definido como un sionista, aunque observa que la mayoría considera como antisionista su definición de sionismo. Percibe un cambio en el significado del sionismo (Chomsky Reader) desde la década de 1940. En la misma línea y rescatando su contenido libertario, Chomsky ha declarado su admiración y adhesión al kibutz como forma social alternativa.

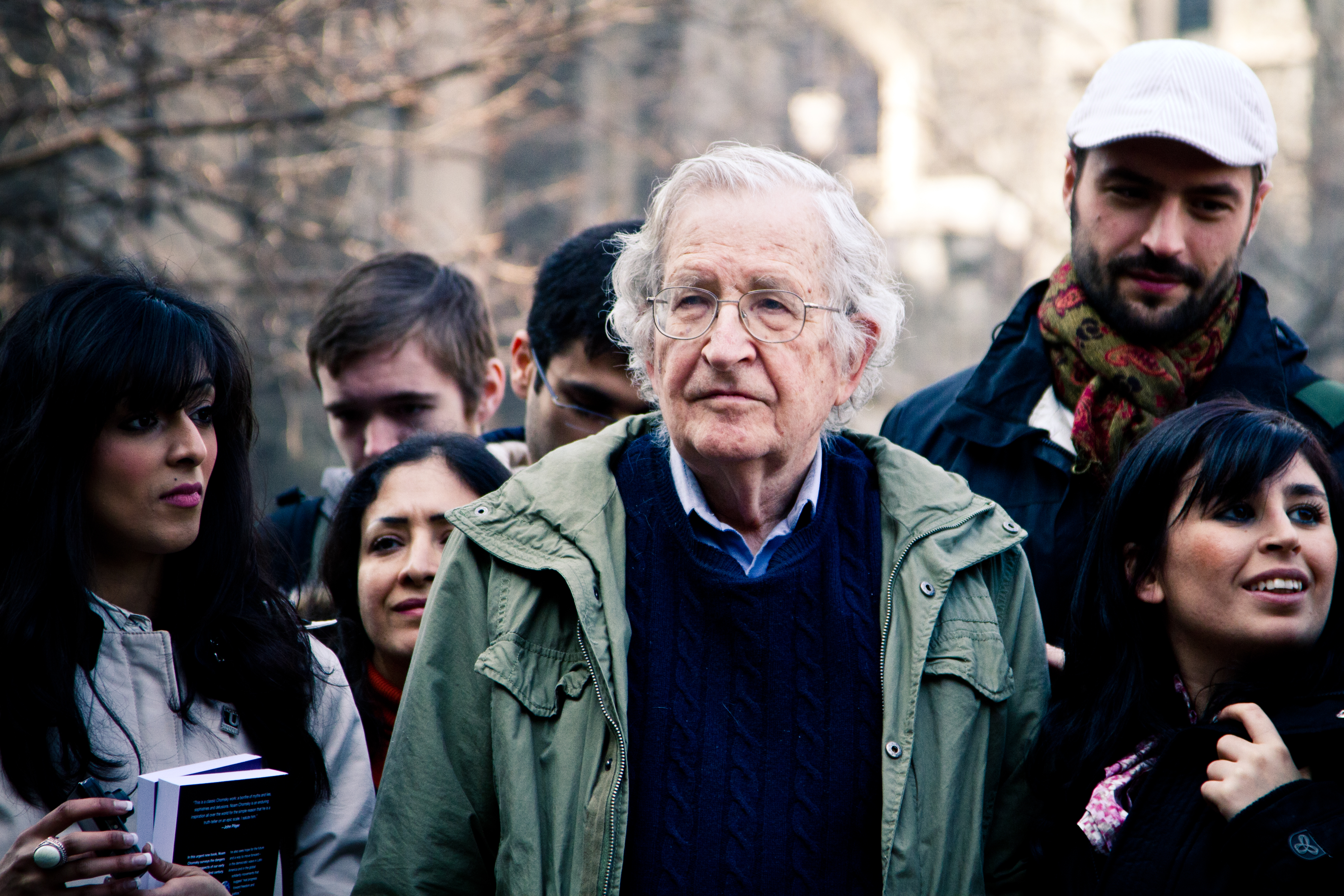
Chomsky en 2011

Con el tiempo, se ha convertido en una de las principales figuras de la política radical estadounidense. Junto a José Saramago o Leonardo Boff, entre otros, es uno de los principales intelectuales de la izquierda en el mundo, pese a lo cual, a diferencia de su actividad científica, su aportación teórica en el ámbito político no es demasiado relevante. Nunca se ha considerado un teórico en política, sino simplemente un ciudadano informado que mantiene una actitud muy crítica hacia la ideología dominante. Chomsky cree que, mientras la actividad científica no está al alcance de cualquiera (ya que exige una formación y una abstracción conceptual muy elevada), para la actividad de crítica política basta una cierta apertura de espíritu. Ha reiterado a menudo que la política debería ser cosa de todos y no dejarse en manos de la intelligentsia, ni mucho menos aceptar que solo los profesionales de la política (sean periodistas, intelectuales o políticos) sean los únicos capacitados para opinar sobre política.
Uno de sus principales aportes intelectuales ha sido el análisis de los medios de comunicación. En sus estudios sobre el tema se ha ocupado de los enfoques sesgados, o incluso engañosos, que hay detrás de la supuesta neutralidad de los medios más prestigiosos. Se trata de un trabajo de «contrainformación» que ha obtenido gran difusión y que muchos otros han continuado. Fruto de este esfuerzo es el libro Los guardianes de la libertad, escrito junto con Edward S. Herman, profesor de la Universidad de Pensilvania.
Su denuncia de la política exterior de Estados Unidos, de las deficiencias democráticas de su maquinaria política, y de los engaños de los grandes medios de comunicación en este país, supone poner en duda tres de los pilares del nacionalismo estadounidense. Por otro lado, su visión sobre la política del Estado israelí en Oriente Medio es parte de su crítica a la política exterior de Estados Unidos. Chomsky señala que desde hace años la maquinaria militar israelí depende mayormente del apoyo material y diplomático de Estados Unidos, y que ambos países realizan sistemáticamente acciones violentas al margen de las leyes internacionales. Esta última circunstancia ha motivado que Chomsky declare que, según los criterios internacionales actuales, ambos Estados ejercen el terrorismo. En concreto, en su libro 11/09/2001, afirma que Estados Unidos es «uno de los principales Estados terroristas» («a leading terrorist state»). Noam Chomsky lo publicó en diciembre de 2001, tres meses después de lo sucedido en Nueva York. Es un ensayo sobre los hechos y las consecuencias de los atentados del 11 de septiembre. Se basa en una estructura de siete largas entrevistas de periodistas extranjeros durante el primer mes y medio posterior a los ataques al World Trade Center y al Pentágono. No analiza únicamente las causas, las consecuencias de los atentados y la reacción del pueblo estadounidense, sino que cuestiona las razones de la guerra y los bombardeos. En este libro, Chomsky refleja de nuevo su visión crítica con el poder y la industria militar.
A raíz de estas denuncias, varios detractores de Chomsky lo han tildado de antiestadounidense. Algunos incluso han comprendido sus críticas como una supuesta obsesión antiestadounidense y antisionista. Para algunos nacionalistas, es especialmente controvertida su crítica a la política del gobierno de Israel, por su origen judío. También ha sido polémico su apoyo a la libertad de expresión en lo que se conoce como el escándalo Faurisson. En la década de 1970, Robert Faurisson realizó un estudio y escribió un libro en el cual concluye que muchos de los acontecimientos del holocausto (como las cámaras de gas) no existieron realmente. Chomsky firmaría una petición para garantizar a las autoridades la libertad de expresión, aclarando que él mismo no compartía el punto de vista negacionista, pero que no reconocía expresiones antisemitas en el trabajo de Faurisson. Chomsky califica al holocausto como la peor muestra de locura colectiva en la historia de la humanidad, pero considera fundamental garantizar la defensa de la libertad de expresión, incluso para aquellas ideas popularmente mal vistas. Por último, destaca la crítica que hace de la izquierda posmoderna y de su entusiasmo por el relativismo cultural que, al desconstruir la noción de verdad, ha invalidado también la posibilidad de la crítica.[cita requerida]
Chomsky ha pedido a EE. UU. y a Canadá que levanten las sanciones económicas impuestas a Venezuela.
En cuanto a España, en 2009 firmó un manifiesto de apoyo a la candidatura a las elecciones europeas de la formación política Izquierda Anticapitalista, y en 2014 en apoyo de la formación política Podemos. En 2018, Chomsky, junto con más de 100 académicos de diecinueve países, pidió en una carta la «puesta en libertad inmediata» de los políticos catalanes encarcelados en España por participar en la declaración de independencia de Cataluña.
Desde 2009 es miembro honorario de AIPTI.

## Antiglobalización económica de Chomsky

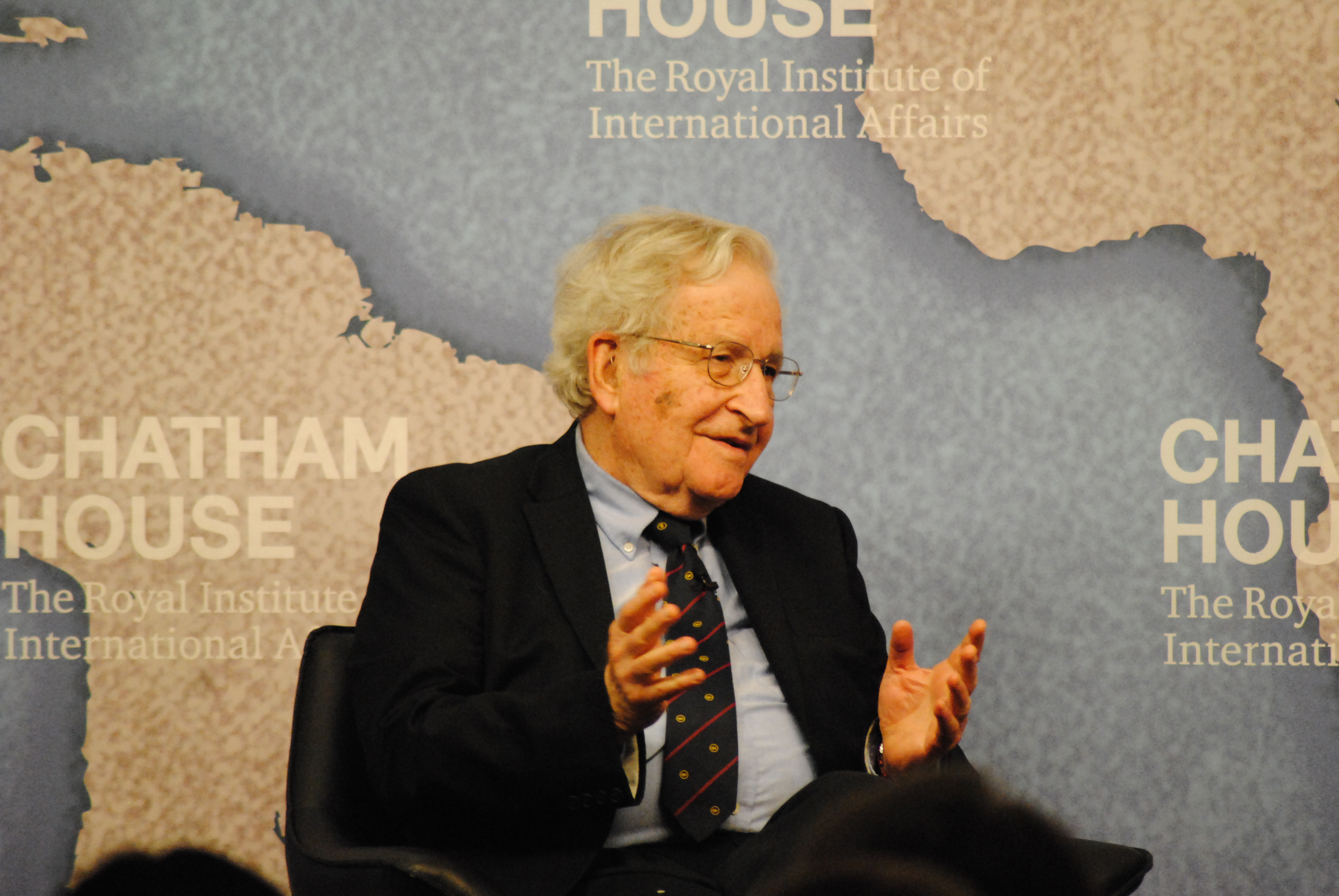
Chomsky en 2014

Chomsky es uno de los detractores de la globalización, y esto se debe a su forma de entender la hegemonía del capitalismo moderno. Para Chomsky, Estados Unidos no cree en el libre comercio, sino que lo utiliza como un método mediante el cual los países más fuertes imponen a los países pobres la obligación de cumplir unas normas coercitivas y rígidas (la ley del embudo).
El objetivo básico de la globalización económica es globalizar toda la economía mundial, y Estados Unidos controlaría la economía mundial con el apoyo de los organismos satélites (Fondo Monetario Internacional, Banco Mundial, Organización Mundial del Comercio). El argumento habitual a favor del libre comercio liberalizado es que conducirá a un aumento generalizado de los niveles de vida. La experiencia ha demostrado que, con la apertura de los mercados comerciales y financieros, los inversores y empresarios han ganado mucho más dinero, pero gran parte de los países más pobres han sido las víctimas de un descenso pronunciado de sus niveles de vida.
Según precisa Noam Chomsky:

Para la mayor parte de la población, incluso en un país tan rico como EE. UU., los sueldos se han estancado o han descendido a lo largo de los últimos 25 años, mientras que el horario y la inseguridad laboral han crecido mucho [...] La economía mundial ha descendido en el mismo periodo de tiempo (de forma considerable) [...] para una gran parte de la población mundial, las condiciones son horrorosas y a menudo se deterioran, y, lo que es más importante,[...] la correlación entre el crecimiento económico y el bienestar social que a menudo se ha dado (por ejemplo, durante la posguerra o la preliberalización) se ha truncado.

Sus afirmaciones políticas le han concitado un gran número de simpatizantes en amplios sectores de la izquierda, especialmente europea y latinoamericana, y también algunos detractores. Su libro 11 de septiembre (9/11) tuvo una gran difusión, pese a haber sido publicado por una pequeña editorial. Solo la edición de este libro en inglés vendió centenares de miles ejemplares, y ha sido traducido a varias lenguas. Posteriormente, su libro Hegemonía o supervivencia: la búsqueda estadounidense del dominio global fue recomendado por el presidente de Venezuela Hugo Chávez en su discurso ante la Asamblea general de la ONU el 20 de septiembre de 2006, lo que ocasionó que dicho libro, en aproximadamente dos días, pasase del puesto 160.772 al número 2 de los libros más vendidos en Amazon.

### Perspectiva sobre el ateísmo, la ciencia y la religión
En diversas ocasiones se le ha preguntado a Chomsky si tiene una postura religiosa o es ateo, a lo cual respondió en una ocasión:

Soy lo que aquí se llama un «ateo secular», excepto que ni siquiera puedo decir que soy un «ateo» porque no está del todo claro lo que se me pide negar.

En una discusión con Lawrence Krauss y Sean M. Carroll en 2006, Chomsky dio una respuesta similar:

De hecho, yo ni siquiera sé lo que es un ateo. Cuando la gente me pregunta si soy ateo, tengo que preguntarles a qué se refieren. ¿Qué es lo que se supone que no tengo que creer? Hasta que no puedas responder a esa pregunta, no puedo decir si soy ateo, y la cuestión no se plantea. [...] No veo cómo uno puede ser un agnóstico cuando uno no sabe qué es lo que se supone que uno cree, o rechaza [creer].
Chomsky (2006), Science in the Dock

Noam Chomsky ha reconocido los límites de la razón humana, y ha rechazado claramente el cientificismo (la idea de que la ciencia lo puede explicar todo):

En los problemas comunes de la vida humana, la ciencia nos dice muy poco, y los científicos, como personas, sin duda no son ninguna guía. De hecho, son a menudo la peor guía, ya que a menudo tienden a concentrarse, como un láser, en sus propios intereses profesionales, y saben muy poco sobre el mundo.
The Reality Club: Beyond Belief

La ciencia estudia lo que está al margen de la comprensión, y lo que al margen de la comprensión suele ser bastante simple. Y rara vez llega a los asuntos humanos. Los asuntos humanos son demasiado complicados [...] así que las ciencias reales nos dicen casi nada sobre los asuntos humanos.
Science in the Dock (2006)

Por otra parte, Chomsky ha dejado claro que su postura no es antirreligiosa, pues como analista social, al igual que muchos otros autores, ha reconocido que hay una diferenciación radical entre el cristianismo de los Evangelios en contraste con el de la mayor parte de los gobiernos y organizaciones religiosas:

Hay una historia del cristianismo. En los tres primeros siglos del cristianismo era una religión pacifista radical, razón por la cual fue perseguida: era la religión de los pobres y los que sufrían; Jesús era el símbolo de los pobres y los que sufrían, y ahí está la encrucijada. En el siglo IV fue tomada por el Imperio romano... que convirtió a la Iglesia en la religión de los persecutores.
Chomsky (2010)

Jesús mismo, y la mayor parte del mensaje de los Evangelios, es un mensaje de servicio a los pobres, una crítica de los ricos y los poderosos, y una doctrina pacifista, y se mantuvo así, así es como el cristianismo estaba... hasta Constantino I: Constantino lo cambió, así que la cruz, que era el símbolo de la persecución de alguien que trabaja para los pobres, se puso en el escudo del Imperio romano. Se convirtió en el símbolo de la violencia y la opresión, que es más o menos lo que la Iglesia ha sido hasta el presente.
Science & Technology News, marzo 1, 2006

Además, ha hablado favorablemente de la teología de la liberación y ha reconocido la labor de movimientos que han tratado de restaurar y rescatar los principios del cristianismo primitivo:

De hecho, es bastante notable en los últimos años, que elementos de la Iglesia, en particular obispos latinoamericanos, pero no sólo ellos, han tratado de volver a los Evangelios.

## Libros publicados

### Lingüística
- 1955: Logical Structure of Linguistic Theory (es su tesis doctoral, inédita hasta 1975).
- 1957: Syntactic Structures (Estructuras sintácticas, Buenos Aires, Siglo XXI, 1999).
- 1965: Aspects of the Theory of Syntax (Aspectos de la teoría de la sintaxis, Barcelona, Gedisa, 1999).
- 1965: Cartesian Linguistics (Lingüística cartesiana, Madrid, Gredos, 1972).
- 1968: Language and Mind (El lenguaje y el entendimiento, Barcelona, Seix-Barral, 1977).
- 1968: Sound Pattern of English (con Morris Halle).
- 1970: Current Issues in Linguistic Theory.
- 1972: Studies in Semantics in Generative Grammar.
- 1975: Reflections on Language (Reflexiones sobre el lenguaje, Barcelona, Ariel, 1979).
- 1977: Langue, linguistique, politique: dialogues avec Mitsou Ronat (Conversaciones con Noam Chomsky, Barcelona, Gedisa, 1999). Presentación ordenada temática y cronológicamente de las ideas científicas y políticas de Chomsky.
- 1977: Essays on Form and Interpretation (Ensayos sobre forma e interpretación, Madrid, Cátedra, 1982).
- 1980: Rules and Representations (Reglas y representaciones, México, FCE, 1983).
- 1981: Lectures on Government and Binding: The Pisa Lectures.
- 1984: Modular Approaches to the Study of Mind.
- 1986: Barriers (Barreras, Barcelona, Paidós, 1990).
- 1986: Knowledge of Language: Its Nature, Origin, and Use. (El conocimiento del lenguaje, su naturaleza, origen y uso, Madrid, Alianza, 1989).
- 1995: The Minimalist Program (El programa minimalista, Madrid, Alianza, 1999).

### Política
- 1969: American Power and the New Mandarins (New York, Vintage Books-Random House. Segunda edición revisada: New York, New Press, 2002).
- 1970: El Gobierno en el Futuro.
- 1984: La segunda guerra fría (Barcelona, Crítica, 1984).
- 1988: La quinta libertad (Barcelona, Crítica, 1988).
- 1987: On Power and Ideology. The Managua Lectures.
- 1990: Los guardianes de la libertad (Noam Chomsky; Edward S. Herman, Barcelona, Crítica, 1990, 1995, 2000).
- 1992: La conquista continúa: 500 años de genocidio imperialista (28020 Madrid 1992 / (C) Terramar Ediciones. Plaza Italia 187. 1900 La Plata, Argentina. Nov. 2007).
- 1992: El miedo a la democracia (Barcelona, Crítica, 1992, 1997, 2001).
- 1992: Ilusiones necesarias.Control del pensamiento en las sociedades democráticas ((C) Libertarias/Prodbufi, S.A. C. Lérida, 80-82, 28020 Madrid, Tetuán, 1992).
- 1995: Cómo nos venden la moto (Noam Chomsky e Ignacio Ramonet, Barcelona, Icaria, 1995).
- 1996: Cómo se reparte la tarta. Políticas USA al final del milenio (Barcelona, Icaria, 1996).
- 1997: La Aldea Global (Noam Chomsky y Heinz Dieterich, Nafarroa, Txalaparta, 1997).
- 1997: Lucha de clases (Barcelona, Crítica, 1997).
- 1997: El nuevo Orden mundial (y el viejo) (Barcelona, Crítica, 1997, 2002).
- 2000: Actos de agresión (Barcelona, Crítica, 2000).
- 2000: El beneficio es lo que cuenta (Barcelona, Crítica, 2000).
- 2001: Perspectivas sobre el poder (Barcelona, El Roure Ciencia, 2001).
- 2001: La (Des)Educación (Barcelona, Crítica, 2001).
- 2002: 11/09/2001 (Barcelona, RBA, 2002).
- 2002: La Propaganda y la opinión pública (Barcelona, Crítica, 2002).
- 2003: El triángulo fatal (Madrid, Editorial Popular, 2003).
- 2003: Lucha de clases (Barcelona, Editorial Crítica, 2003).
- 2003: La cultura del terrorismo (Madrid, Editorial Popular, 2003).
- 2004: Ilusiones de Oriente Medio (Madrid, Editorial Popular, 2004).
- 2004: Piratas y emperadores (Madrid, Ediciones B, 2004).
- 2005: Hegemonía o supervivencia. La estrategia imperialista de EEUU (Barcelona, Ediciones B, 2005).
- 2006: La naturaleza humana: justicia versus poder, debate con Michel Foucault (Buenos Aires y Madrid, Katz Barpal Editores, 2006, ISBN 84-935187-2-7).
- 2007: Estados fallidos. El abuso de poder y el ataque a la democracia (Barcelona, Ediciones B, 2007).
- 2008: Intervenciones (Haymarket Books, 2008).
- 2008: Sobre el anarquismo (Editorial Laetoli, 2008).
- 2008: Líbano, desde dentro (Barcelona, Editorial Hacer, 2008).
- 2010: Esperanzas y realidades (Barcelona, Tendencias, 2010).
- 2011: Gaza en crisis. Reflexiones sobre la guerra de Israel contra los palestinos (con Ilan Pappé) (Madrid, Taurus, 2011).
- 2012: Ilusionistas. (Madrid, Irreverentes, 2012, ISBN 978-84-15353-46-1).
- 2013: Razones para la anarquía (Barcelona, Editorial Malpaso, 2013, ISBN 978-84-15996-47-7).
- 2016: ¿Quién domina el mundo? (Barcelona, Ediciones B, 2016, ISBN 978-84-666-5988-8).
- 2017: Réquiem por el sueño americano (Madrid, Editorial Sexto Piso, 2017, ISBN 978-84-16677-50-4).
- 2018: Malestar global. Conversaciones con David Barsamian sobre las crecientes amenazas a la democracia (Madrid, Sexto Piso, 2018, ISBN 978-84-16677-90-0).